# Katedra Zaśnięcia Matki Bożej w Mokwi
Katedra Zaśnięcia Matki Bożej w Mokwi – prawosławna katedra w Mokwi w Abchazji.

## Historia
Katedra w Mokwi została wzniesiona z inicjatywy króla Abchazji Leona III w latach 957-967. Na przełomie XI i XII w. we wnętrzu świątyni wykonano freski. W 1640 rosyjscy posłowie udający się do księcia Megrelii Leona II Dadianiego opisali w swojej relacji z podróży istniejący przy katedrze w Mokwi monaster oraz czczone w nim relikwie: dwie ręce św. Szczepana, kości jego nóg oraz krzyż wykonany z drzewa Krzyża Pańskiego. Jeszcze w tym samym stuleciu świątynia została porzucona, a do jej renowacji doszło dopiero w połowie XIX w. Odnowiona katedra stała się miejscem pochówków abchaskich dowódców wojskowych oraz ostatniego samodzielnego władcy Abchazji, Michała Szerwaszydze i jego syna Jerzego, poety i działacza społecznego.
Katedra w Mokwi od 2002 ponownie jest czynną cerkwią.  

## Architektura
Katedra w Mokwi została wzniesiona w stylu typowym dla abchaskiej architektury cerkiewnej IX i X stulecia – jest to bazylika kopułowa. Równocześnie obiekt wyraźnie wyróżnia się na tle innych zabytków swojej epoki: jest to jedyna abchaska cerkiew pięcionawowa (zwykle świątynie miały trzy nawy), przy czym nawa środkowa przybiera wewnątrz formę podkowiastą i jest znacznie szersza od pozostałych. Do naw bocznych przylega wąski narteks, który obiega bryłę cerkwi z trzech stron, przeobrażając się w galerię. Kopuła cerkwi posadowiona jest na bębnie dwunastobocznym, w centrum obiektu, na czterech filarach. Elewacje katedry pozbawione są dekoracji.
Z katedry w Mokwi pochodzi powstały w 1300 Ewangeliarz, dzieła mnicha Eufrozyna, wywieziony w 1920 za granicę, zaś od lat 80. XX wieku eksponowany w Muzeum Sztuki Gruzji w Tbilisi.